# Without a Song
Without a Song ist ein Popsong, den Vincent Youmans (Musik), Billy Rose und Edward Eliscu (Text) verfassten und 1929 veröffentlichten.  Der Song wurde später zu einem populären Jazzstandard.

## Hintergrund
Das Songwriter-Team Youmans, Rose und Eliscu schrieb Without a Song für das Musical Great Day, für das sie auch den Titelsong, Happy Because I'm in Love und More Than You Know beisteuerten.  Der Liedtext von Without a Song ist „eine kraftvolle und emotionale Beteuerung der Macht von Musik in unseren Leben;“ Lois Deppe und Russell Wooding's Jubilee Singers stellten den Song im Musical  Great Day vor, das am 17. Oktober 1929 am New Yorker Cosmopolitan Theatre Premiere hatte.

## Erste Aufnahmen und spätere Coverversionen
Without a Song war die B-Seite von Paul Whitemans Nummer-eins-Hit Great Day; der Bandvokalist war Bing Crosby. Zu den weiteren Musikern, die den Song ab Ende 1929 coverten, gehörten in den USA Roger Wolfe Kahn (Brunswick) und in London Spike Hughes (Decca).
Obwohl der Song in späteren Jahren noch häufig gecovert wurde, gelang es ihm nicht, noch einmal in die US-Charts aufzusteigen.
Der Diskograf Tom Lord listet im Bereich des Jazz insgesamt 281 (Stand 2016) Coverversionen, von denen die Aufnahmen von Billy Eckstine, Bill Evans (You Must Believe in Spring, 1977), Freddie Hubbard (The Hub of Hubbard), Fats Navarro/Budd Johnson, Frank Sinatra/Tommy Dorsey, Sonny Rollins, Diane Schuur, Jimmy Scott, Cedar Walton und Dinah Washington hervorhebenswert sind. Auch Tony Bennett, Mario Lanza, Ray Charles, der Folksänger Gary Shearston, der Schauspieler Eddie Albert (1958) und die Gospelsänger Mahalia Jackson und James Cleveland and the Cleveland Singers (1965) coverten den Song.
Without a Song wurde am 28. Januar 1969 von den Beatles in den Londoner Apple Studios in der Savile Row Nr. 3 mit dem Produzenten George Martin aufgenommen. Glyn Johns war der Toningenieur der Aufnahmen. Die Aufnahmen wurde live ohne Overdubs eingespielt. Die Besetzung war: John-Lennon-Gitarre, Ringo Starr-Schlagzeug und Billy Preston-Klavier und Gesang. Am 15. Oktober 2021 erschien die 50-jährige Jubiläumsausgabe des Beatles-Albums Let It Be (Super Deluxe Box), auf dieser befindet sich erstmals das Lied Without a Song. Die Abmischung erfolgte von Giles Martin und Sam Okell.